# یواس‌اس آروستوک (ای‌اوجی-۱۴)
یواس‌اس آروستوک (ای‌اوجی-۱۴) (به انگلیسی: USS Aroostook (AOG-14)) یک کشتی بود که طول آن ۲۶۰ فوت ۶ اینچ (۷۹٫۴۰ متر) بود. این کشتی در سال ۱۹۳۷ ساخته شد.